# Åsane Fotball
Åsane Fotball – norweski klub piłkarski, grający w 1. divisjon, mający siedzibę w mieście Åsane.

## Stadion
Domowe mecze klub rozgrywa na stadionie o nazwie Myrdal Gress w Ulset, który może pomieścić 2158 widzów.

## Obecny skład
Stan na 6 października 2019
| Nr | Poz. | Piłkarz                 |
| -- | ---- | ----------------------- |
| 1  | BR   | Eirik Østgaard          |
| 2  | OB   | Martin Ueland (kapitan) |
| 3  | OB   | Eirik Steen             |
| 4  | NA   | Jonas Vagen             |
| 5  | OB   | Simen Hopsdal           |
| 7  | NA   | Kristoffer Stava        |
| 8  | PO   | Kristoffer Valsvik      |
| 9  | NA   | Kasper Nissen           |
| 10 | NA   | Senai Hagos             |
| 11 | PO   | Joakim Hammersland      |
| 13 | BR   | Thomas Hille            |

| Nr | Poz. | Piłkarz                      |
| -- | ---- | ---------------------------- |
| 14 | OB   | Ole Martin Lekven Kolskogen  |
| 16 | PO   | Didrik Fredriksen            |
| 17 | OB   | Ole Didrik Blomberg          |
| 18 | NA   | Henrik Udahl                 |
| 19 | PO   | Simen Helland Lassen         |
| 20 | PO   | Stian Nygard                 |
| 21 | NA   | Håkon Lorentzen              |
| 23 | OB   | Viljar Alvin Birkeland       |
| 27 | OB   | Magnus Nybakken Bruun-Hansen |
| 99 | BR   | Andreas Søreide              |